# Хаммаркуллен (станция Гётеборгского трамвая)
Хаммаркуллен (швед. Hammarkullen) — одна из двух подземных станций в Гётеборгском трамвае. Станция расположена в одноимённом районе, открытая 9 апреля 1972 года, на участке Хьеллбо — Сторес. Расположена между станциями Хьеллбо и Сторес.
От этой станции, до станции Бруннспаркен 18 минут езды. Возле станции проходят маршруты автобусов:71 и 72.